# Xincun, Peking
Xincun (kinesiska: 新村, 新村街道) är ett stadsdelsdistrikt i Kina. Det ligger i Fengtai  i storstadsområdet Peking. Antalet invånare är 159 357. Befolkningen består av 78 994 kvinnor och 80 363 män. Barn under 15 år utgör 9,0 %, vuxna 15-64 år 83 %, och äldre över 65 år 6,0 %.